# Eleccions parlamentàries armènies de 2003
Les eleccions parlamentàries armènies de 2003 foren dutes a terme el 25 de maig de 2003 per a renovar els 131 membres de l'Assemblea Nacional Armènia. El més votat fou el Partit Republicà d'Armènia i el seu cap Andranik Margaryan fou nomenat primer ministre. La participació fou del 60%.
Aquestes eleccions foren fortament criticades per l'oposició i els observadors de l'OSCE consideraren que hi havia hagut frau i que no s'ajustaven als standarts democràtics mínims.

## Resultats
Resum dels resultats de les eleccions a l'Assemblea Nacional Armènia (Azgayin Zhoghov) de 25 de maig de 2003
| Partits | Vots      | %     | Escons | +/– |
| --- | --------- | ----- | ------ | --- |
| Partit Republicà d'Armènia (Hayastani Hanrapetakan Kusaktsutyun, "Հայաստանի Հանրապետական կուսակցություն")                          | 278.029   | 23,5  | 31     |     |
| Justícia (Ardarutyun, "Արդարություն")                                                                                              | 160.896   | 13,6  | 14     |     |
| Govern de la Llei (Orinants Erkir, "Օրինաց Երկիր")                                                                                 | 146.035   | 12,3  | 12     | +6  |
| Federació Revolucionària Armènia (Hay Heghapokhakan Dashnaktsutiun, "Հայ Հեղափոխական Դաշնակցություն")                              | 135.096   | 11,4  | 11     | +2  |
| Unitat Nacional (Azgayin Miabanutyun, "Ազգային Միաբանություն")                                                                     | 103.938   | 8,8   | 9      |     |
| Partit Laborista Unit (Miavorvats Ashkhatankayin Kusaksutyun, "Միավորված աշխատանքային կուսակցություն")                             | 67.531    | 5,7   | 6      |     |
| Unió Liberal Democràtica d'Armènia (Hayastani Zhoghovrdavarakan Azatakan Miyutyun, "Հայաստանի Ժողովրդավարական Ազատական Միություն") | 55.443    | 4,6   | -      |     |
| Pàtria Poderosa (Hzor Hayrenik, "Հզոր Հայրենիք")                                                                                   | 39.585    | 3,3   | -      | -   |
| Partit Liberal Democràtic d'Armènia (Hayastani Ramgavar Azatakan Kusaktsutyun, "Հայաստանի Ռամկավար Ազատական Կուսակցություն")       | 34.108    | 2,9   | -      |     |
| Dignitat, Democràcia, Mare Pàtria                                                                                                  | 33.605    | 2,8   | -      |     |
| Unió d'Industrials i Dones (Artunaperogneri yev Kanants Miytyun)                                                                   | 24.388    | 2,04  | -      |     |
| Partit Comunista Armeni (Hayastani Komunistakan Kusaktsutyun, "Հայաստանի կոմունիստական կուսակցություն")                            | 24.991    | 2,11  | -      |     |
| Partit Popular (Zhoghovrdakan Kusaktsutyun, "Ժողովրդական կուսակցություն")                                                          | 13.214    | 1,1   | —      |     |
| Llei i Unitat (Iravunk ev Miabanutiun)                                                                                             | 10.955    | 1,0   | —      | -6  |
| Partit Laborista Panarmeni |           |       | 1      |     |
| Partit República (Hanrapetutyun, "Հանրապետություն")                                                                                |           |       | 1      | ±0  |
| Altres |           |       | 36     |     |
| Total | 1.184.726 | 100.0 | 131    | —   |
| Fonts: Comissió Central Electoral Arxivat 2019-11-10 a Wayback Machine.                                                            |           |       |        |     |